# Distinktion
Distinktioner  er kendetegn, hvormed man kan skelne en persons grad, hvorfor de også benævnes gradstegn. Især anvendt på uniformer for militære og luftfart. Distinktioner eller gradstegn kan antage alle mulige former, såsom skulder-, ærme- og huegradstegn. Et utal af forskellige systemer har været anvendt gennem tiden. Fra gammel tid havde man i den danske hær haft særlige kendetegn for hhv. underofficerer og officerer, men man kunne ikke skelne mellem f.eks. en løjtnant og en oberst. Først i 1802 indførtes rigtige gradstegn i form af epauletter. Visse kavalerienheder fik dog ærmegradstegn, som var mere praktiske, når man var til hest.